# Росенбор (казарма)
Росенбор (на датски: Livgardens Kaserne ved Rosenborg) е казарма на кралската гвардия на Дания.
Намира се в Копенхаген близо до замъка Росенбор. Адресът на сградата е на улица Gothersgade, но е с по-голямо изложение на улица Oster Voldgade.

## История
Сградата е наследник на павилиона на Кристиан V Датски, който е построен през 1670 г. с подкрепа от архитекта Ламберт ван Хавен. 2 оранжерийни крила са разположени отстрани, като продължават до новия източен бастион, който е построен през 1650 г. Централният павилион е използван често за кралски банкети, в допълнение към павилиона Херкулес (стария павилион на Кристиан IV), който е превърнат в интимен ермитаж.
През 1709 г. целият комплекс е свързан в обща дълга сграда, позната още като Оранжерията. През 1743 г. сградата е реконструирана в бароков стил от Йохан Корнелиус Кригер и е преименувана на Laurierhuset (Къщата на Лаурел).
Когато имотът става прекалено малък за казармите Сьолвгаде, разположени от другата страна на градините Росенборг, механикът Ернст Тейманн е натоварен да трансформира къщата на Лаурел в нов щаб на кралската гвардия. Работа продължава в периода 1785 – 1786 г., като в резултат е надстроен етаж на старата сграда. През 1845 и 1930 г. са направени допълнителни ремонти и изменения.

## Днес
През 1985 г. щабът на кралската гвардия е преместен в казармите Ховелте, които се намират в Алерод и Биркерод, северно от Копенхаген. От тогава гвардейците от казармата Росенборг пазят само Амилиабо, Росенборг и Кристианиборг.

## Музей
В сградата се помещава малък музей, показващ историята и разни предмети на кралската гвардия от нейното създаване през 1658 г. до днес. Открит е на 12 януари 1978 г.